# Stadion sultana Hassanala Bolkiaha
Stadion sultana Hassanala Bolkiaha je višenamjenski stadion u glavnom brunejskom gradu Bandar Seri Begawanu. Nazvan je po brunejskom sultanu Hassanalu Bolkiahu te se većinom koristi za nogometne utakmice. Izgrađen je 1983. godine te ima kapacitet od 30.000 mjesta.

## Izgradnja
U financiranju izgradnje novog stadiona sudjelovala je i brunejska javnost čime je pokazala koliko je za narod od velikog interesa i značenja ovaj projekt. Ukupna vrijednost izgradnje iznosila je oko 100 milijuna USD.

## Svečanost otvaranja
Stadion je svečano otvoren 23. rujna 1983. na dan 70. rođendana Njegovog Veličanstva sultana Haji Omara Ali Saifuddiena. Istu večer odigrana je prijateljska utakmica između reprezentacije Bruneja i engleske momčadi Sheffield United što je ujedno i prva odigrana nogometna utakmica na novom stadionu. Sheffiled je tu utakmicu dobio s minimalnih 1:0 dok je sljedeći dan održan ponovljeni susret koji je završio neriješenim rezultatom 1:1.

## Domaćinstva
Stadion sultana Hassanala Bolkiaha je dosad bio domaćin dvaju velikih športskih natjecanja. Najprije su se ondje 1999. održala atletska natjecanja u sklopu Igara jugoistočne Azije a 2012. Trofej Hassanala Bolkiaha.